# 國立臺灣師範大學教育學院

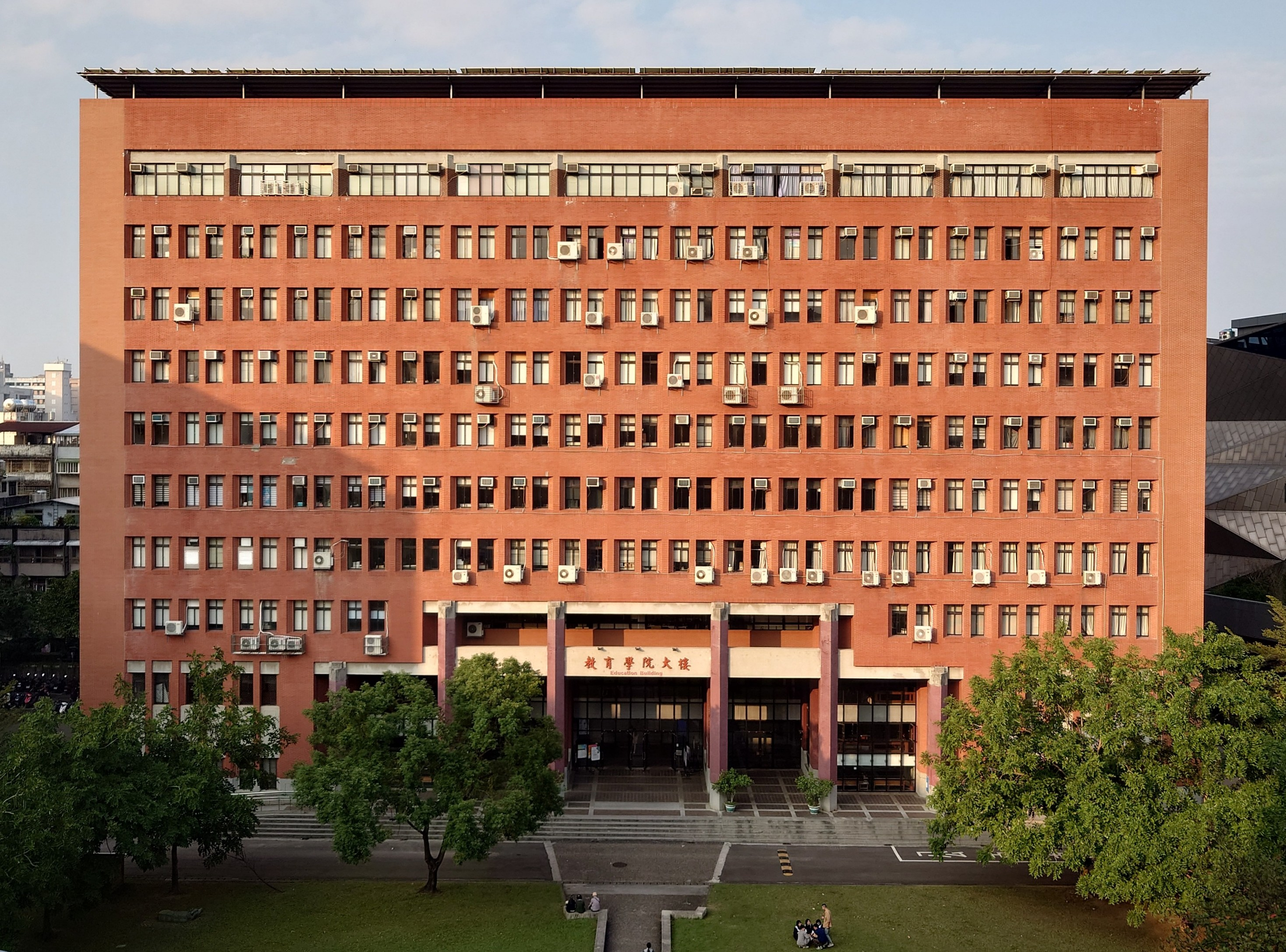
教育學院大樓

國立臺灣師範大學教育學院，隸屬於國立臺灣師範大學的學院之一，1955年「臺灣省立師範學院」改制為「臺灣省立師範大學」，下設教育、文、理等三個學院。教育學院為師大創校三學院之一，也是是臺灣歷史最悠久之教育學院。相關學科的研究能量位居世界前列，為臺灣教育龍頭。
師大教育學院現設有7個學系、3個獨立研究所、2個碩士在職專班、1個院級學士班。此外，亦下轄有學習資訊專業學院。與日本東北大學、韓國高麗大學、國立政治大學、南京師範大學共同開設亞洲教育領導課程 (AEL)。

## 歷任院長
截止2022年，依任職順序，歷任院長包含田培林、孫邦正、雷國鼎、黃堅厚、陳榮華、黃光雄、林清山、林玉体、吳武典、晏涵文、何榮桂、周愚文、許添明、陳學志、田秀蘭。

## 組織架構
| 教育學院 | 教育學系（學、碩、博）               | 公民教育與活動領導學系（學、碩、博） |
| 教育學院 | 教育心理與輔導學系（學、碩、博）     | 特殊教育學系（學、碩、博）           |
| 教育學院 | 社會教育學系（學、碩、博）           | 教育政策與行政研究所（碩）           |
| 教育學院 | 健康促進與衛生教育學系（學、碩、博） | 課程與教學研究所（碩、博）           |
| 教育學院 | 幼兒與家庭科學學系（學、碩、博）     | 復健諮商研究所（碩）                 |
| 教育學院 | 教育學院學士班（大一大二不分系）     | 創造力發展碩士在職專班               |
| 教育學院 | 成癮防制碩士在職學位學程             |                                      |

| 學習資訊專業學院 （隸屬於教育學院） | 圖書資訊學研究所（碩、博） | 學習科學學士學位學程 |
| 學習資訊專業學院 （隸屬於教育學院） | 資訊教育研究所（碩、博）   |                      |

學系包含教育心理與輔導學系、社會教育學系、健康促進與衛生教育學系、人類發展與家庭學系、公民教育與活動領導學系、特殊教育學系、教育學院學士班。研究所包含復健諮商研究所、教育政策與行政研究所、課程與教學研究所、圖書資訊學研究所、資訊教育研究所。在職專班包含成癮防治碩士在職學位學程、創造力發展碩士在職專班。

## 外部連結
- 國立臺灣師範大學教育學院 （页面存档备份，存于）